# Corée du Sud aux Jeux olympiques d'hiver de 1998
La Corée du Sud participe aux Jeux olympiques d'hiver de 1998, organisés à Nagano au Japon. C'est sa treizième participation aux Jeux olympiques d'hiver. La délégation sud-coréenne, formée de 38 athlètes (26 hommes et 11 femmes), obtient six médailles (trois d'or, une d'argent et deux de bronze) et se classe au neuvième rang du tableau des médailles.

## Médaillés
| Médaille                            | Nom                                                 | Discipline                           | Épreuve                 |
| ----------------------------------- | --------------------------------------------------- | ------------------------------------ | ----------------------- |
| Médaille d'or, Jeux olympiques      | Kim Dong-Sung                                       | Patinage de vitesse sur piste courte | 1 000 mètres (H)        |
| Médaille d'or, Jeux olympiques      | Chun Lee-Kyung                                      | Patinage de vitesse sur piste courte | 1 000 mètres (F)        |
| Médaille d'or, Jeux olympiques      | Chun Lee-Kyung Won Hye-Kyung An Sang-Mi Kim Yun-Mi  | Patinage de vitesse sur piste courte | Relais 3 000 mètres (F) |
| Médaille d'argent, Jeux olympiques  | Chae Ji-Hoon Lee Jun-Hwan Lee Ho-Eung Kim Dong-Sung | Patinage de vitesse sur piste courte | Relais 5 000 mètres (H) |
| Médaille de bronze, Jeux olympiques | Chun Lee-Kyung                                      | Patinage de vitesse sur piste courte | 500 mètres (F)          |
| Médaille de bronze, Jeux olympiques | Won Hye-Kyung                                       | Patinage de vitesse sur piste courte | 1 000 mètres (F)        |